# Forlaget Hovedland
Forlaget Hovedland er et uafhængigt dansk forlag etableret i 1984. Hovedland udgiver en bred vifte af bøger – herunder biografier, digtsamlinger, fag- og skønlitteratur af danske såvel som udenlandske forfattere.

## Historie
Forlaget Hovedland opstod i 1984 i et gammelt møntvaskeri i Aarhus. Ideen opstod i 1981, da Steen Piper (f. 1946) stiftede Jysk Folkeforening sammen med nogle økologiske landmænd, miljøfolk og forfattere – heriblandt Knud Sørensen – fra Landbrugets Oprørsbevægelse, også kaldet LR80.
Oprindeligt var målet at stifte et magasin eller et månedsblad. Denne idé forblev imidlertid et luftkastel, og Hovedlandsbladet, som forfatteren Jacob Ludvigsen døbte det, blev aldrig til noget. Et par år senere i 1983 udkom forlaget Hovedlands første udgivelse: Aakjær – digter og bonde. Dermed blev forlaget Hovedland en realitet.
Siden har forlaget udgivet mere end 1000 titler heriblandt bestsellerne Den seksuelle puls (2002), Anne Larsens 150 fedtfattige favoritter (2001) og Mustard Point (2011) af Erik Knoth.
Fra 2004 og frem til 2010 udgav forlaget bogserien MiljøBiblioteket for Danmarks Miljøundersøgelser.
I 2004 opkøbte Hovedland Bogans forlag. Bogan fungerer imidlertid stadig som et selvstændigt forlag med egne udgivelser.
Hovedland har i dag såvel som i 1984 Steen Piper ved roret.

## Ideologi
Hovedlands ambition er at være en respektløs og væsentlig udbyder af informationer og litterære værdier. Samtidig vil forlaget gerne udbyde kvalificeret underholdning og en tidssvarende kritik af det moderne og postmoderne samfund.
Hovedland har sin baggrund i en dyb økologisk livsforståelse, og har således til hensigt at publicere på en række vitale områder indenfor blandt andet sundhed og sygdomsvæsen, den uøkonomiske økonomi, elitære kulturværdier over for bæredygtighedens og traditionens, økonomiske og sociale uligheder samt den uhensigtsmæssige globale arbejdsdeling.

## Udgivelser
Hovedland udgiver både faglitterært og skønlitterært.
Danske forfattere:
Hovedland har udgivet værker af blandt andre Jeppe Aakjær, Per Gammelgaard, Viggo Madsen, Ole Henrik Laub, Erik Juul Clausen, Lars Muhl, Bjarne Nielsen Brovst, Erik Knoth, Jens Jørgensen, Elisabeth Lyneborg, Hans Hauge, Knud Simonsen, Lisbeth Nebelong, Kristine Gade Hansen og Søren Lyngbye.
Udenlandske forfattere:
James Lee Burke, Siegfried Lenz, Anne Karin Elstad, Gert Nygårdshaug, Toril Brekke, Richard Sennet, Candace Robb, Massimo Carlotto, Herman Daly og krimiikonet Craig Russell.